# Clémence Lestienne
Pour les articles homonymes, voir Lestienne.
Clémence Lestienne, née Clémence Henriette Clarisse le 15 mars 1839 à Festubert dans le Nord-Pas-de-Calais et morte le 14 février 1919 à Boulogne-sur-Mer, est une femme à barbe.

## Biographie

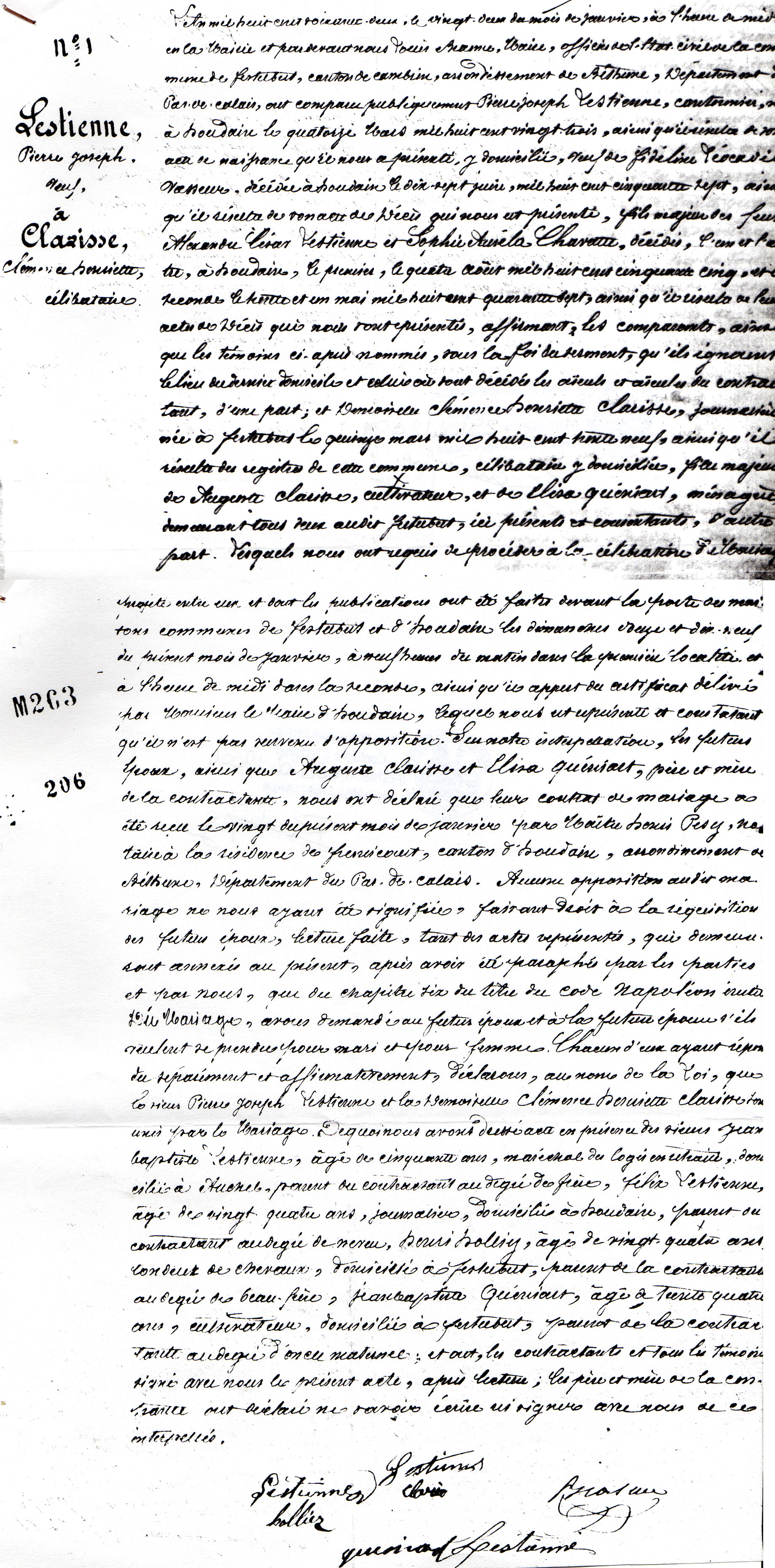
Acte de mariage du 22 janvier 1862 entre Clémence Henriette Clarisse, et Pierre Joseph Lestienne. On peut lire, en bas de première page, cf. 6e et 5e avant-dernières lignes : «… Mademoiselle Clémence Henriette Clarisse […] née à Festurbert le quinze mars mille huit cent trente-neuf… »

### Festubert
Clémence Lestienne, née Clémence Henriette Clarisse, naît le 15 mars 1839 à Festubert dans le Nord-Pas-de-Calais.

### Pain d'épices

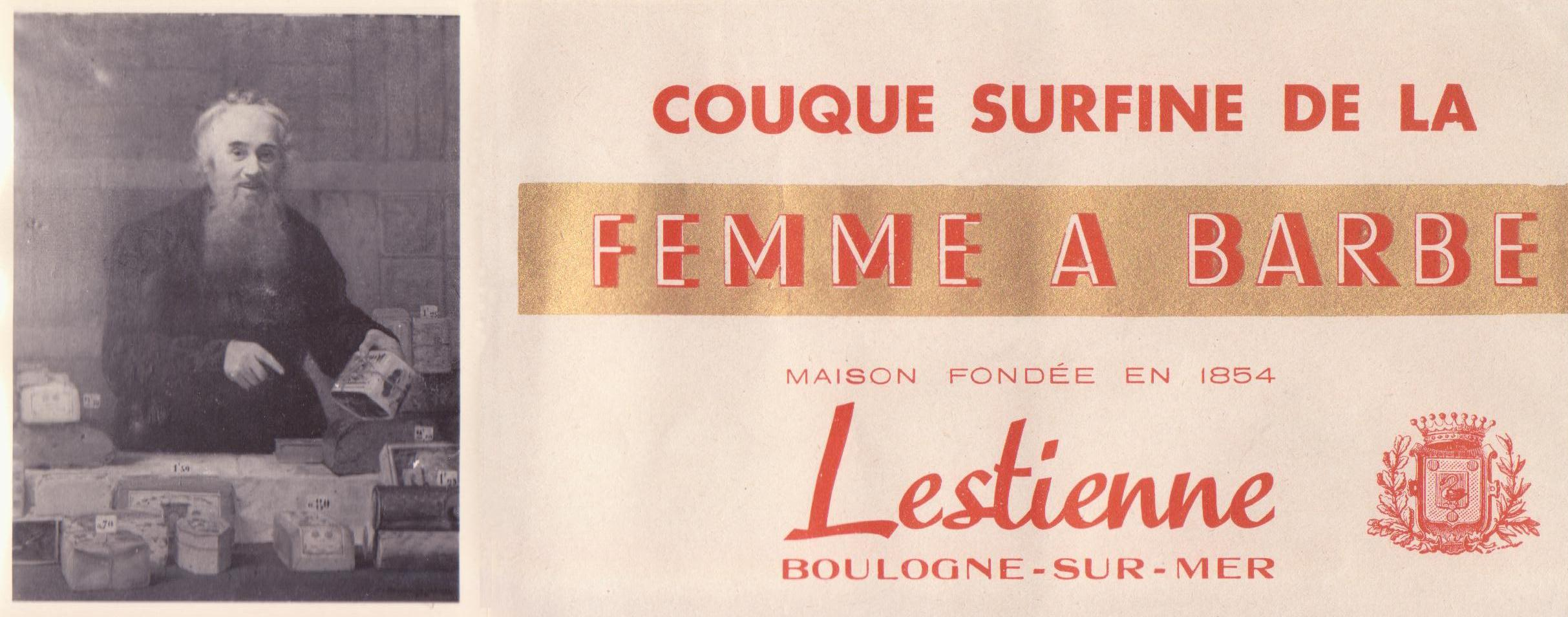
Mme Lestienne : couque surfine de la femme à barbe, maison fondée en 1854, Lestienne, Boulogne-sur-Mer.

C'est à partir de 1854, au cours de sa 16e année, qu'elle commence à concocter son pain d'épices,,,, et sa couque de Dinant « surfine » qui lui assurent une solide réputation.
Elle écoule elle-même ses gourmandises maison sur les champs de foire, et marchés environnants qu'elle parcourt dans sa roulotte : Dunkerque, Calais, Saint-Omer, Béthune, Roubaix, Saint-Armand, Boulogne, Lille, Valenciennes, Condé, Montreuil, Hesdin…

### Mariage
Le 22 janvier 1862, Clémence Clarisse épouse Pierre Joseph Lestienne.
Un fils naît de cette union.

### Femme à barbe

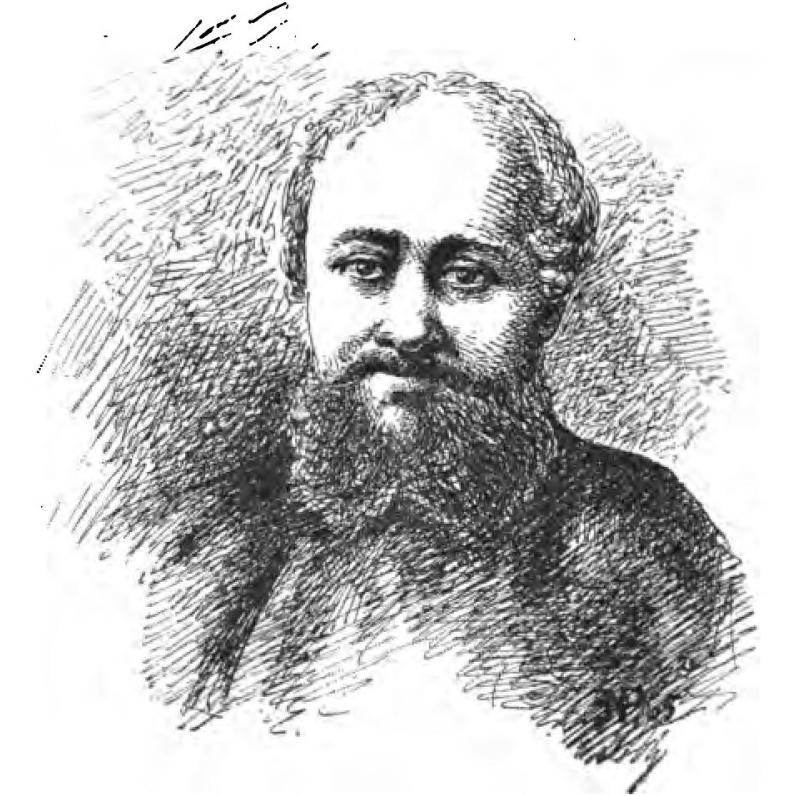
Portrait dessin de Clémence Lestienne paru en 1906 à la page 175 du mensuel intitulé Revue de psychothérapie et de psychologie appliquée avec pour légende : Fig. 104. Mme Lestienne, femme à barbe, âgée de 60 ans ». 1900.

Les clients s'arrêtent facilement devant l'étal de Mme Lestienne dont l'imposante barbe en fait une attraction, et l'aide indéniablement à augmenter son chiffre d'affaires.
Elle devient connue sous le nom de « femme à barbe,,,, » pendant un demi-siècle sur les champs de foire dans tout le Nord-Pas-de-Calais,.

### Boulogne-sur-Mer
Pendant la Première Guerre mondiale, elle s'installe à Boulogne-sur-Mer,,,, au 17 rue de Lille, ; elle y ouvre un magasin appelé « Au Paradis des Enfants » où elle propose confiserie et jouets. Elle aurait même vendu d'autres spécialités culinaires comme le très rare saucisson d'ours.

### Fin de vie
Elle meurt à 79 ans dans sa roulotte sur le champ de foire du boulevard Mariette, le 14 février 1919,.
Sa mort est saluée par le journal humoristique Le Rire.

Dans « La verte vieillesse », le professeur Alexandre Lacassagne écrit : 

« Le 2 février 1919 mourut la doyenne des marchandes foraines, Madame Lestienne, âgée de quatre-vingt-cinq ans, »

Elle repose au cimetière de L'Est de Boulogne-sur-Mer.

### Bibliographie

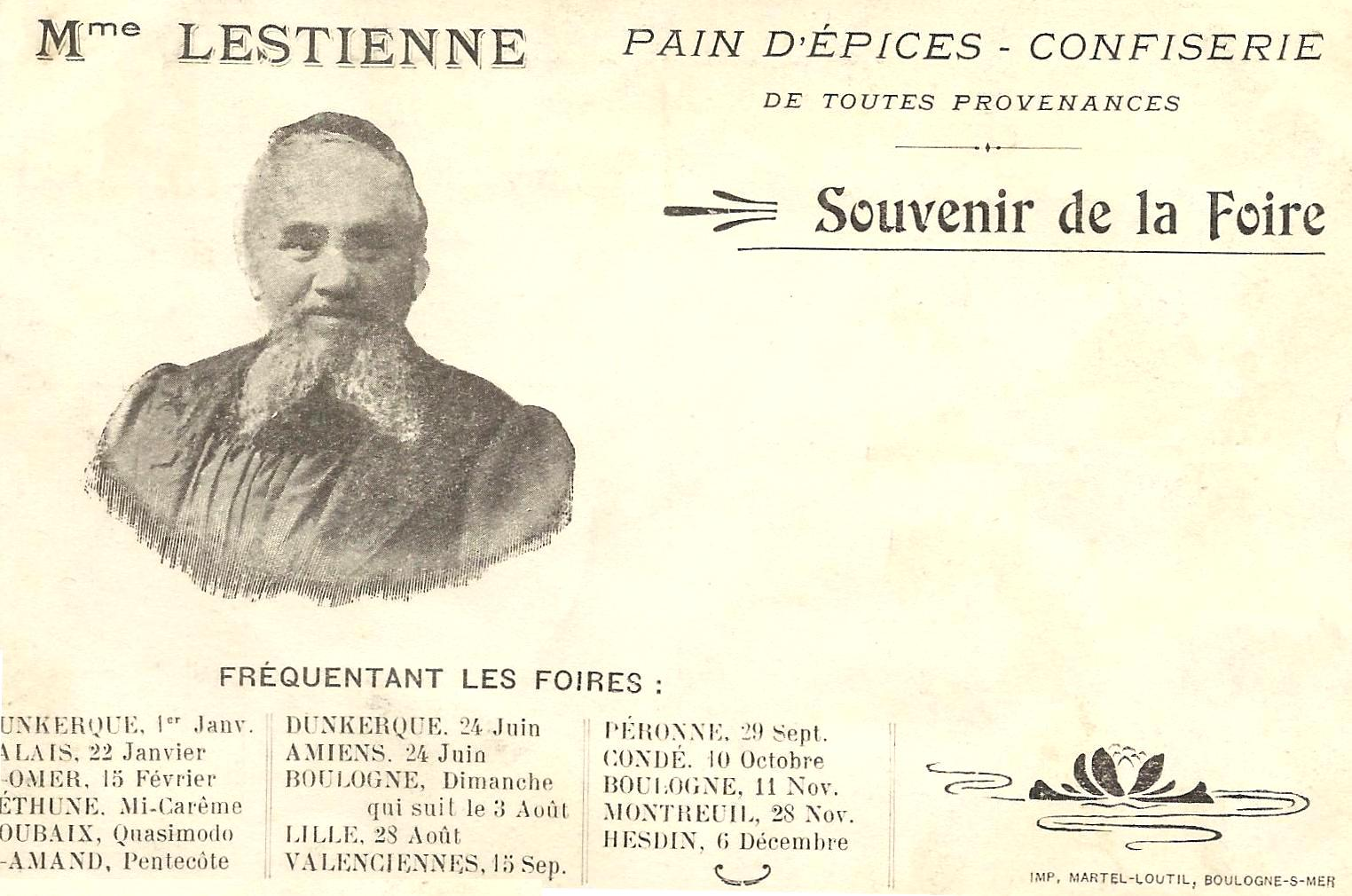
Carte postale d'époque : Mme Lestienne, pain d'épices & confiserie de toutes provenances, souvenir de la foire. Imprimerie Martel-Loutil, Boulogne-sur-Mer.

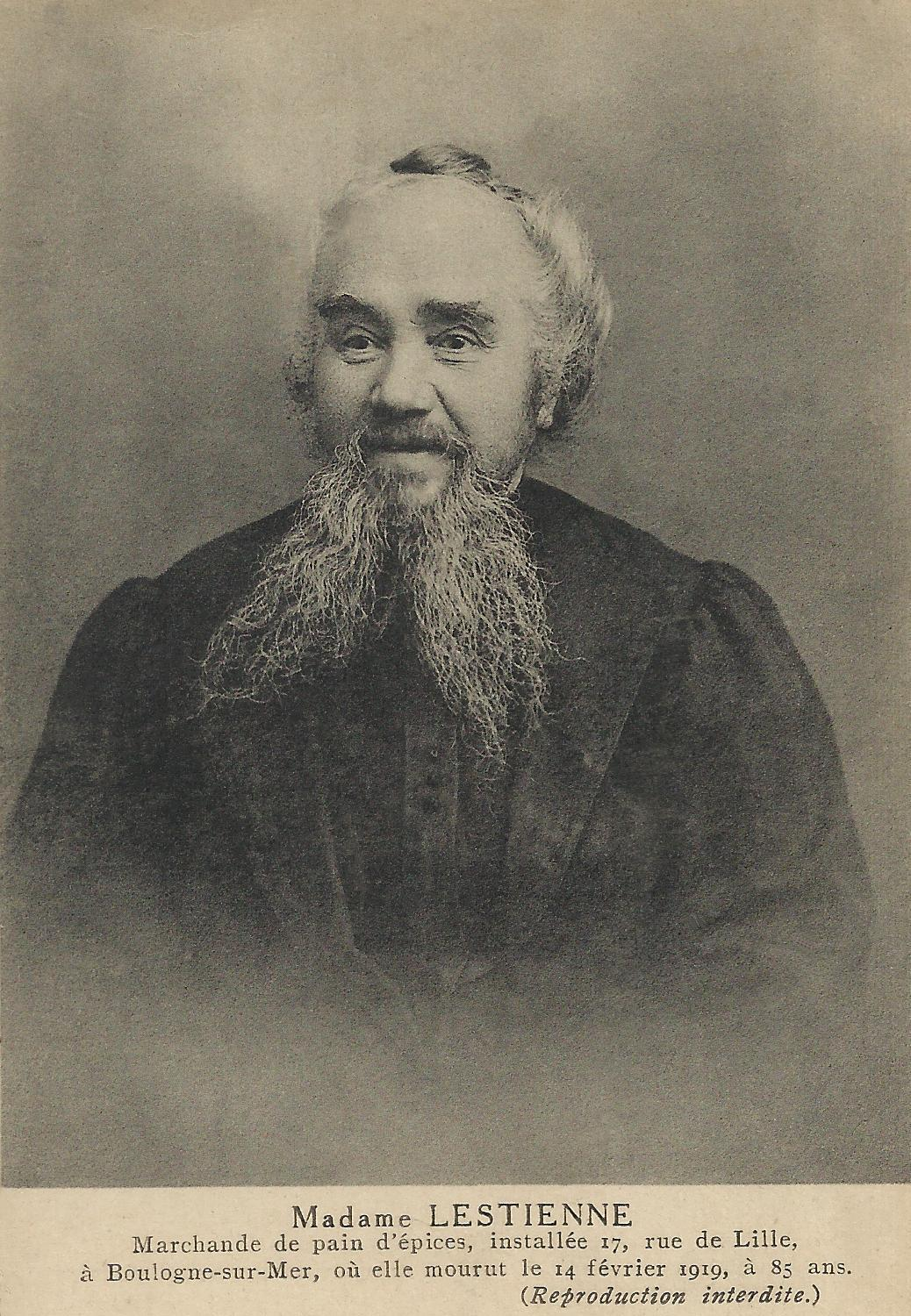
Carte postale d'époque : portrait de Madame Lestienne. La légende précise marchande de pain d'épices installée 17 rue de Lille à Boulogne-sur-Mer où elle mourut le 14 février 1919 à 85 ans.

## Sources

### Généalogie
Données généalogiques :

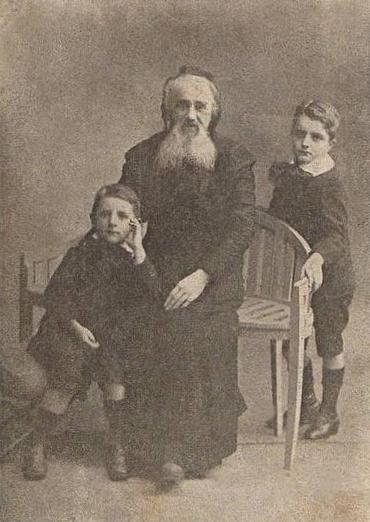
Carte postale d'époque,, vers 1915-16 : Madame Lestienne et ses deux petits-fils.

- Naissance : le 15 mars 1839[note 2] à Festubert[H 1] 62330, Nord-Pas-de-Calais, France
- Parents : Auguste Louis Joseph Clarisse (1809-1898) et Elise Joseph Quéniart (1812-1899)
- Frères et sœurs : Celine Angelique Clarisse (1837-1906), Cyr Louis Joseph Clarisse (1846-), Célénie Augustine Clarisse (1849-), Marie Clarisse (1853-), Emile Louis Joseph Clarisse (1855-1873)
- Profession : marchande de pains d'épice, 17 rue de Lille[note 4] à Boulogne
- Particularité : femme à barbe

Mariage :
- Contrat de mariage : établi le 20 janvier 1862 à Frémicourt, 62353, Pas de Calais, Nord-Pas-de-Calais, France
- Mariage : le 22 janvier 1862 à Festubert [acte de mariage]
- Époux : Pierre Joseph Lestienne, né le 14 mars 1823 à Houdain  (Pas-de-Calais, Nord-Pas-de-Calais, France), cantonnier, chef d'atelier, marchand épicier [généalogie]

Descendance :
- Enfant : un fils – Jules Louis Félix Lestienne – né entre 1868 et 1869 (date de décès inconnue)
- Petits-enfanfs : deux petits-fils, Jean Lestienne (1907-1990) et Michel Lestienne (1908-1985) – [carte postale]

Épitaphe :
- Décès : le 14 février 1919 [carte postale] à Boulogne-sur-Mer, 62160, Pas de Calais, France, à l'âge de 79 ans